# Seregno
Seregno est une ville italienne de la province de Monza et de la Brianza dans la région Lombardie, située à environ 6 km de Monza et 18 km de Milan.

## Histoire
Le premier document qui mentionne la ville remonte à 1087.
Le toponyme dériverait de Serena, femme du général Stilicone, ayant vécu au Ve siècle.

## Lieux et monuments historiques
- Palazzo Landriani Caponaghi
- Villa Odescalchi
- Torre del Barbarossa
- Basilique collégiale Saint-Joseph
- Sanctuaire della Madonna di Santa Valeria

## Manifestations
- Sagra di Santa Valeria le 28 avril.
- Festa di San Luigi le 21 juin.

## Sport
- Unione Sportiva 1913 Seregno Calcio

La ville accueille le départ de la 15e étape du Tour d'Italie 2023.

## Géographie

### Hameaux
San Carlo.

### Communes limitrophes
Mariano Comense, Giussano, Carate Brianza, Cabiate, Meda, Albiate, Seveso, Cesano Maderno, Lissone, Desio.

## Administration
| Période                                  | Période  | Identité         | Étiquette | Qualité |
| ---------------------------------------- | -------- | ---------------- | --------- | ------- |
| 5 avril 2005                             | En cours | Giacinto Mariani |           |         |
| Les données manquantes sont à compléter. |          |                  |           |         |

## Jumelages
- Sant'Agata di Esaro (Italie).